# Bize-Minervois
Bize-Minervois là một xã của Pháp, nằm ở tỉnh Aude trong vùng Occitanie của Pháp.

## Hành chính
| Danh sách các xã trưởng                |           |               |      |         |
| Giai đoạn                              | Giai đoạn | Tên           | Đảng | Tư cách |
| tháng 3 năm 1989                       | 2001      | Georges Rieux | PS   |         |
| tháng 3 năm 2001                       | 2014      | Alain Fabre   | PS   |         |
| Tất cả các dữ liệu trước đây không rõ. |           |               |      |         |

## Thông tin nhân khẩu
| 1793  | 1800 | 1806  | 1821  | 1831  | 1836  | 1841  | 1846 | 1851  |
| ----- | ---- | ----- | ----- | ----- | ----- | ----- | ---- | ----- |
| 1 025 | 903  | 1 037 | 1 106 | 1 065 | 1 135 | 1 166 | 978  | 1 170 |

| 1856  | 1861  | 1866  | 1872  | 1876  | 1881  | 1886  | 1891  | 1896  |
| ----- | ----- | ----- | ----- | ----- | ----- | ----- | ----- | ----- |
| 1 148 | 1 210 | 1 280 | 1 226 | 1 419 | 1 634 | 1 492 | 1 483 | 1 496 |

| 1901  | 1906  | 1911  | 1921  | 1926  | 1931  | 1936  | 1946  | 1954  |
| ----- | ----- | ----- | ----- | ----- | ----- | ----- | ----- | ----- |
| 1 551 | 1 491 | 1 459 | 1 455 | 1 318 | 1 324 | 1 253 | 1 231 | 1 032 |

| 1962                                         | 1968  | 1975 | 1982 | 1990 | 1999 | - | - | - |
| -------------------------------------------- | ----- | ---- | ---- | ---- | ---- | - | - | - |
| 1 004                                        | 1 001 | 921  | 783  | 807  | 872  | - | - | - |
| Số liệu kể từ 1962 : dân số không tính trùng |       |      |      |      |      |   |   |   |